# Alagoasa aurora
Alagoasa aurora is een keversoort uit de familie bladkevers (Chrysomelidae). De wetenschappelijke naam van de soort werd in 2004 gepubliceerd door Duckett & Daza.